# Hipòdrom de Son Pardo
L'hipòdrom de Son Pardo és un hipòdrom de Palma on es practica l'equitació. Fins a poc solament hi havia corregudes, perquè les seves instal·lacions estaven pensades per això: tenien una pista en forma d'ou però buida i de gespa per carreres. No obstant això, hom va decidir de fer una pista de salt i també de gespa, la primera de Mallorca. Només han fet un concurs, però els resultats foren positius atès, ja que la gespa va resistir molt més que no s'esperava.
També té unes instal·lacions aptes per aquest esport; unes grades molt grans i quadres pels l'animal, així com té un bufet lliure. També hi ha una pista per carros que és d'arena.
Se situa entre la presó i el polígon de Son Castelló, en concret al quilòmetre 3,5 de carretera de Sóller.